# Font et Val
Pour les articles homonymes, voir Font.
Font et Val est un duo comique français, composé de Patrick Font et Philippe Val, qui se produisit de 1970 à 1995.
Le duo fut longtemps accompagné par le pianiste Paul Castanier (pianiste de Léo Ferré) et le bassiste Emmanuel Binet. Christophe Sibille remplaça Paul Castanier entre 1990 et 1994 ; Françoise Pujol en 1995.

## Historique
La particularité du duo était d'interpréter à la fois des sketchs et des chansons durant leurs prestations en public.
Font et Val étaient connus pour être extrêmement caustiques et acides vis-à-vis de la société. Ils critiquaient de manière très virulente les politiciens, les religieux mais aussi les militaires et la police.
Parmi leurs sketchs les plus connus, on peut citer L'Aumônier militaire qui s'en prend violemment à l'armée et aux religieux qui justifient la guerre par des prétextes liés à Dieu. La Nouvelle Opposition (écrit par Patrick Font à la suite de la défaite de la droite aux élections présidentielle puis législatives de 1981), qui tourne en dérision la droite française. Le Nouveau Vingt heures est une véritable satire féroce du journal de 20 heures présenté à la télévision.
Dans les sketchs interprétés par les deux comiques se trouvent aussi des parodies d'émission de télévision comme Avis de recherche dans lequel Patrick Font joue le rôle d'un animateur télé et Philippe Val celui d'un invité un peu farfelu ou La rentrée littéraire qui parodie les émissions littéraires comme Apostrophes.
Parmi les chansons, on pourrait citer Par la fenêtre, chantée par Philippe Val, qui est une critique générale de la société, ou On s'en branle, traitant du même thème. Après l'élection de François Mitterrand, (et donc à la suite de la défaite de Valéry Giscard d'Estaing en 1981), le duo a écrit une chanson Ils sont partis, chanson dédiée à la droite française, dans laquelle l'ancien président est critiqué vertement.
Le 9 février 1992, ils participent aux côtés de Jacques Higelin, Georges Moustaki, Rufus, Alain Meilland, Jacques Serizier et Léo Ferré à un hommage (présenté par José Artur) qui est rendu sur la scène de l'Olympia au pianiste Paul Castanier.
En 1996, Patrick Font est accusé d’attouchements sur mineurs dans un cadre institutionnel, commis dans l'école de spectacle Marie Pantalon, qu'il avait lui-même fondée quelques années plus tôt en Haute-Savoie,. Le duo ne survit pas à ces problèmes judiciaires : Philippe Val coupe toute relation avec celui qui avait été son compagnon de scène.